# Miguel Rodríguez (labdarúgó)
Miguel Rodríguez (Redondela, 2003. április 29. –) spanyol korosztályos válogatott labdarúgó, a Celta Vigo csatárja.

## Pályafutása

### Klubcsapatokban
Rodríguez a spanyolországi Redondela városában született. Az ifjúsági pályafutását a Celta Vigo akadémiájánál kezdte.
2020-ban mutatkozott be a Celta Vigo tartalék, illetve az első osztályban szereplő felnőtt keretében is. Először a 2020. október 4-ei, Osasuna ellen 2–0-ra elvesztett mérkőzés 81. percében, Nolito cseréjeként lépett pályára. Első gólját 2023. április 7-én, a Sevilla ellen idegenben 2–2-es döntetlennel zárult találkozón szerezte meg.

### A válogatottban
Rodríguez az U16-os, az U17-es, az U18-as és az U19-es korosztályú válogatottakban is képviselte Spanyolországot.

## Statisztikák
2023. április 7. szerint
| Klub       | Szezon   | Osztály  | Bajnokság | Bajnokság | Kupa és Ligakupa | Kupa és Ligakupa | Nemzetközi | Nemzetközi | Összesen | Összesen |
| Klub       | Szezon   | Osztály  | Meccs     | Gól       | Meccs            | Gól              | Meccs      | Gól        | Meccs    | Gól      |
| ---------- | -------- | -------- | --------- | --------- | ---------------- | ---------------- | ---------- | ---------- | -------- | -------- |
| Celta Vigo | 2020–21  | La Liga  | 4         | 0         | 0                | 0                | —          | —          | 4        | 0        |
| Celta Vigo | 2022–23  | La Liga  | 1         | 1         | 1                | 0                | —          | —          | 2        | 1        |
| Összesen   | Összesen | Összesen | 5         | 1         | 1                | 0                | 0          | 0          | 6        | 1        |